# Selección de fútbol sala de Irak
La Selección de fútbol sala de Irak es el equipo que representa al país en la Copa Mundial de fútbol sala de la FIFA, en el Campeonato Asiático de Futsal y en otros torneos de la especialidad; y es controlado por la Asociación de Fútbol de Irak.

## Estadísticas

### Copa Mundial de Futsal FIFA
| Copa Mundial de fútbol sala de la FIFA | Copa Mundial de fútbol sala de la FIFA | Copa Mundial de fútbol sala de la FIFA | Copa Mundial de fútbol sala de la FIFA | Copa Mundial de fútbol sala de la FIFA | Copa Mundial de fútbol sala de la FIFA | Copa Mundial de fútbol sala de la FIFA | Copa Mundial de fútbol sala de la FIFA |
| Año                                    | Ronda                                  | J                                      | G                                      | E                                      | P                                      | GF                                     | GC                                     |
| -------------------------------------- | -------------------------------------- | -------------------------------------- | -------------------------------------- | -------------------------------------- | -------------------------------------- | -------------------------------------- | -------------------------------------- |
| 1989 – 2000                            | No participó                           | No participó                           | No participó                           | No participó                           | No participó                           | No participó                           | No participó                           |
| 2004 – 2024                            | No clasificó                           | No clasificó                           | No clasificó                           | No clasificó                           | No clasificó                           | No clasificó                           | No clasificó                           |
| Total                                  | 0/10                                   | -                                      | -                                      | -                                      | -                                      | -                                      | -                                      |

### Copa Asiática de Futsal de la AFC
| Copa Asiática de Futsal de la AFC | Copa Asiática de Futsal de la AFC | Copa Asiática de Futsal de la AFC | Copa Asiática de Futsal de la AFC | Copa Asiática de Futsal de la AFC | Copa Asiática de Futsal de la AFC | Copa Asiática de Futsal de la AFC | Copa Asiática de Futsal de la AFC |
| Año                               | Ronda                             | J                                 | G                                 | E                                 | P                                 | GF                                | GC                                |
| --------------------------------- | --------------------------------- | --------------------------------- | --------------------------------- | --------------------------------- | --------------------------------- | --------------------------------- | --------------------------------- |
| 1999 – 2000                       | No participó                      | No participó                      | No participó                      | No participó                      | No participó                      | No participó                      | No participó                      |
| 2001                              | Fase de grupos                    | 3                                 | 0                                 | 1                                 | 2                                 | 8                                 | 16                                |
| 2002                              | Cuartos de final                  | 5                                 | 2                                 | 0                                 | 3                                 | 37                                | 18                                |
| 2003                              | Fase de grupos                    | 3                                 | 1                                 | 0                                 | 2                                 | 12                                | 10                                |
| 2004                              | No participó                      | No participó                      | No participó                      | No participó                      | No participó                      | No participó                      | No participó                      |
| 2005                              | Primera ronda                     | 8                                 | 6                                 | 0                                 | 2                                 | 33                                | 19                                |
| 2006                              | Fase de grupos                    | 3                                 | 0                                 | 0                                 | 3                                 | 4                                 | 12                                |
| 2007                              | Fase de grupos                    | 3                                 | 1                                 | 0                                 | 2                                 | 9                                 | 13                                |
| 2008                              | Fase de grupos                    | 3                                 | 0                                 | 0                                 | 3                                 | 4                                 | 14                                |
| 2010                              | Fase de grupos                    | 3                                 | 1                                 | 0                                 | 2                                 | 12                                | 20                                |
| 2012                              | No clasificó                      | No clasificó                      | No clasificó                      | No clasificó                      | No clasificó                      | No clasificó                      | No clasificó                      |
| 2014                              | Fase de grupos                    | 3                                 | 2                                 | 0                                 | 1                                 | 11                                | 7                                 |
| 2016                              | Cuartos de final                  | 5                                 | 2                                 | 0                                 | 3                                 | 15                                | 25                                |
| 2018                              | Cuarto lugar                      | 6                                 | 2                                 | 2                                 | 2                                 | 16                                | 18                                |
| 2022                              | Fase de grupos                    | 3                                 | 1                                 | 1                                 | 1                                 | 9                                 | 5                                 |
| 2024                              | Cuartos de final                  | 4                                 | 2                                 | 0                                 | 2                                 | 15                                | 12                                |
| Total                             | 13/17                             | 51                                | 20                                | 4                                 | 28                                | 181                               | 185                               |

### Copa Árabe de Futsal
| Copa Árabe de Futsal | Copa Árabe de Futsal | Copa Árabe de Futsal | Copa Árabe de Futsal | Copa Árabe de Futsal | Copa Árabe de Futsal | Copa Árabe de Futsal | Copa Árabe de Futsal |
| Año                  | Ronda                | J                    | G                    | E                    | P                    | GF                   | GC                   |
| -------------------- | -------------------- | -------------------- | -------------------- | -------------------- | -------------------- | -------------------- | -------------------- |
| 1998                 | No participó         | No participó         | No participó         | No participó         | No participó         | No participó         | No participó         |
| 2005                 | Fase de grupos       | 3                    | 1                    | 0                    | 2                    | 9                    | 19                   |
| 2007                 | No participó         | No participó         | No participó         | No participó         | No participó         | No participó         | No participó         |
| 2008                 | Fase de grupos       | 4                    | 2                    | 0                    | 2                    | 17                   | 17                   |
| 2021                 | No participó         | No participó         | No participó         | No participó         | No participó         | No participó         | No participó         |
| 2022                 | Subcampeón           | 5                    | 3                    | 1                    | 1                    | 11                   | 11                   |
| 2023                 | Cuartos de final     | 4                    | 2                    | 1                    | 1                    | 13                   | 6                    |
| Total                | 4/7                  | 16                   | 8                    | 2                    | 6                    | 50                   | 53                   |

### Juegos Asiáticos Bajo Techo
| Futsal en los Juegos Asiáticos Bajo Techo | Futsal en los Juegos Asiáticos Bajo Techo | Futsal en los Juegos Asiáticos Bajo Techo | Futsal en los Juegos Asiáticos Bajo Techo | Futsal en los Juegos Asiáticos Bajo Techo | Futsal en los Juegos Asiáticos Bajo Techo | Futsal en los Juegos Asiáticos Bajo Techo | Futsal en los Juegos Asiáticos Bajo Techo | Futsal en los Juegos Asiáticos Bajo Techo |
| Año                                       | Ronda                                     | J                                         | G                                         | E                                         | P                                         | GF                                        | GC                                        | DIF                                       |
| ----------------------------------------- | ----------------------------------------- | ----------------------------------------- | ----------------------------------------- | ----------------------------------------- | ----------------------------------------- | ----------------------------------------- | ----------------------------------------- | ----------------------------------------- |
| 2005                                      | No participó                              | No participó                              | No participó                              | No participó                              | No participó                              | No participó                              | No participó                              | No participó                              |
| 2007                                      | No participó                              | No participó                              | No participó                              | No participó                              | No participó                              | No participó                              | No participó                              | No participó                              |
| 2009                                      | No participó                              | No participó                              | No participó                              | No participó                              | No participó                              | No participó                              | No participó                              | No participó                              |
| 2013                                      | Fase de grupos                            | 2                                         | 0                                         | 0                                         | 2                                         | 4                                         | 14                                        | -10                                       |
| 2017                                      | No participó                              | No participó                              | No participó                              | No participó                              | No participó                              | No participó                              | No participó                              | No participó                              |
| Total                                     | 1/5                                       | 2                                         | 0                                         | 0                                         | 2                                         | 4                                         | 14                                        | -10                                       |

### Campeonato de la WAFF
| Campeonato de Futsal de la WAFF | Campeonato de Futsal de la WAFF | Campeonato de Futsal de la WAFF | Campeonato de Futsal de la WAFF | Campeonato de Futsal de la WAFF | Campeonato de Futsal de la WAFF | Campeonato de Futsal de la WAFF | Campeonato de Futsal de la WAFF | Campeonato de Futsal de la WAFF |
| Año                             | Ronda                           | J                               | G                               | E                               | P                               | GF                              | GC                              | DIF                             |
| ------------------------------- | ------------------------------- | ------------------------------- | ------------------------------- | ------------------------------- | ------------------------------- | ------------------------------- | ------------------------------- | ------------------------------- |
| 2007                            | 3.er lugar                      | 3                               | 0                               | 1                               | 1                               | 7                               | 12                              | -5                              |
| 2009                            | Campeón                         | 4                               | 3                               | 0                               | 1                               | 10                              | 7                               | +3                              |
| 2012                            | 3.er lugar                      | 4                               | 2                               | 0                               | 2                               | 19                              | 23                              | -4                              |
| Total                           | 3/3                             | 11                              | 5                               | 1                               | 5                               | 36                              | 42                              | -6                              |